# Arts plastiques au XIVe siècle
Arts plastiques au XIIIe siècle - Arts plastiques au XIVe siècle - Arts plastiques au XVe siècle
Chronologie des arts plastiques

## Événements
- 1308-1311 : le peintre siennois Duccio peint le retable La Maesta, acte de naissance de l'École siennoise[1].

- Prémisse de la Renaissance italienne après l'arrivée des peintres byzantins fuyant l'occupation de la Grèce orientale par les Turcs.
- L'emploi des vitraux dans les maisons des particuliers se répand en Europe[2].

## Personnalités significatives
- 1290-1348 : activité du maestro della Santa Cecilia, peintre italien, à Florence.
- 1292-1357 : activité d'Évrard d'Orléans, sculpteur, peintre et architecte français[3].
- 1292-1309 : activité de Giovanni da Rimini, peintre italien de l'École de Rimini.
- 1294-1358 : activité de Jacopo di Casentino, peintre italien de l'École florentine.
- 1296-1327 : activité de Lippo di Benivieni, peintre italien de l'École florentine.
- 1300-1449 : activité du maître du Codex de saint Georges, peintre et enlumineur italien.
- 1310 : activité du maître de 1310, peintre italien à Pistoia.
- 1310-1340 : activité du maître de la Pietà Fogg ou maître de Figline, peintre italien à Florence.
- 1317-1365 : activité de Giovanni di Balduccio, sculpteur italien.
- 1319-1334 : activité de Jean Pucelle, enlumineur français, à Paris.
- 1320-1348 : activité de Bernardo Daddi, peintre italien à Florence.
- 1330-1348 : activité de Niccolò di Segna, peintre italien, à Sienne.
- 1330-1361 : activité de Vitale da Bologna, peintre italien à Bologne.
- 1331-1348 : activité de Giovanni d'Agostino, peintre italien, à Sienne.
- 1333-1358 : activité de Paolo Veneziano, peintre italien, à Venise.
- 1341-1347 : activité de Puccio Capanna, peintre italien à Assise.
- 1348-1368 : activité de Théodoric de Prague, peintre  tchèque.
- Vers 1360 : activité de Wang Yi, peintre chinois.
- 1380-1426 : activité de Lluís Borrassà, peintre catalan.
- 1381-1409 : activité de Melchior Broederlam, peintre flamand.
- 1384-1413 : activité de Jacquemart de Hesdin, enlumineur français.
- 1388-1445 : activité de Michelino da Besozzo, peintre et miniaturiste italien.
- 1389-1428 : activité d'Andrea di Bartolo, peintre italien de l'école siennoise.

- Peintres italiens du XIVe siècle ayant travaillé à Sienne et au Palais des Papes d'Avignon